# Pierre François Winocq de Hau de Staplande
Pour les articles homonymes, voir Hau.
Pierre François Winocq de Hau de Staplande,  né le 17 décembre 1762 à Bergues (Flandre française) et décédé le 7 février 1840 à Bergues (Nord), est un homme politique français.

## Biographie
Pierre François Winoc de Hau est le fils de Pierre Winoc de Hau, seigneur de Staplande, conseiller pensionnaire de Bergues, greffier civil et subdélégué de l'intendant, et de Marie Françoise Louise Lenglé. Il est issu d'une famille connue à Bergues depuis le XVIIe siècle. 
Pendant la Révolution, il émigre en Westphalie, il rentre en France sous le Consulat. 
En 1821, il devient maire de sa ville natale, jusqu'en 1830. De 1818 à 1830, il est aussi conseiller général du Nord pour le canton de Bergues. 
Élu, le 13 décembre 1820, député du grand collège du Nord, par 370 voix sur 634 votants et 720 inscrits, il siège dans la majorité.
A la fin de la législature, en 1824, il ne, se représente pas. A la révolution de 1830, il rentre dans la vie privée.
Il habitait à Bergues l'hôtel de Staplande, 22 rue Carnot, inscrit aux Monuments historiques depuis un arrêté du 26 octobre 1981, et aujourd'hui propriété de la commune.

### Distinction
- Chevalier de la Légion d'honneur en date du 12 décembre 1827[4],

### Mariage et descendance
Pierre François Winoc de Hau de Staplande épouse à Bergues en 1788 Rose Isabelle Charlotte Verquère (1769-1845), d'où cinq enfants :
- Marie Adélaïde Isabelle de Hau de Staplande (1789-1790) ;
- Pierre Bernard Aimé Louis de Hau de Staplande (1791-1799) ;
- Marie Joséphine de Hau de Staplande (1795-1821), mariée en 1819 avec Georges Le Merchier de Longpré ;
- Louis Henri Armand de Hau de Staplande, maire de Bergues, conseiller-général, député puis sénateur du Nord (1798-1877), marié en 1820 avec Adèle du Hamel de Canchy ;
- Pierre Louis aimé de Hau de Staplande, officier, chevalier de la Légion d'honneur (1800-1870), marié en 1825 avec Pauline Le Caron de Chocqueuse[5].